# Avenida Presidente Masaryk
Avenida Presidente Masaryk (španělsky třída prezidenta Masaryka) je jednou z nejluxusnějších ulic v hlavním městě Mexika Ciudad de México. Nachází se ve čtvrti Colonia Polanco. Po prvním československém prezidentu Tomáši Garrigue Masarykovi ji pojmenoval mexický prezident Lázaro Cárdenas del Río v roce 1936. Jeho rozhodnutí bylo podporováno židovskou obcí ve čtvrti Polanco, neboť si vážila Masaryka jako ochránce lidských práv včetně práv židovského obyvatelstva v Rakouském císařství a posléze v Československu. Od roku 2000 zde též stojí Masarykova socha a pamětní deska. 
Kromě mnoha luxusních obchodů s oblečením a jiným módním zbožím, jako jsou Dior a Gucci, se zde nachází také několik z nejdražších restaurací v této megacity. Třída Masaryk, jak je její název běžně zkracován, bývá přirovnávána např. k newyorské Fifth Avenue (Páté Avenue). 
Ulice je pravidelně zařazována mezi nejdražší nákupní ulice světa, především však celé Latinské Ameriky.

## Socha a památky na Tomáše Garrigua Masaryka

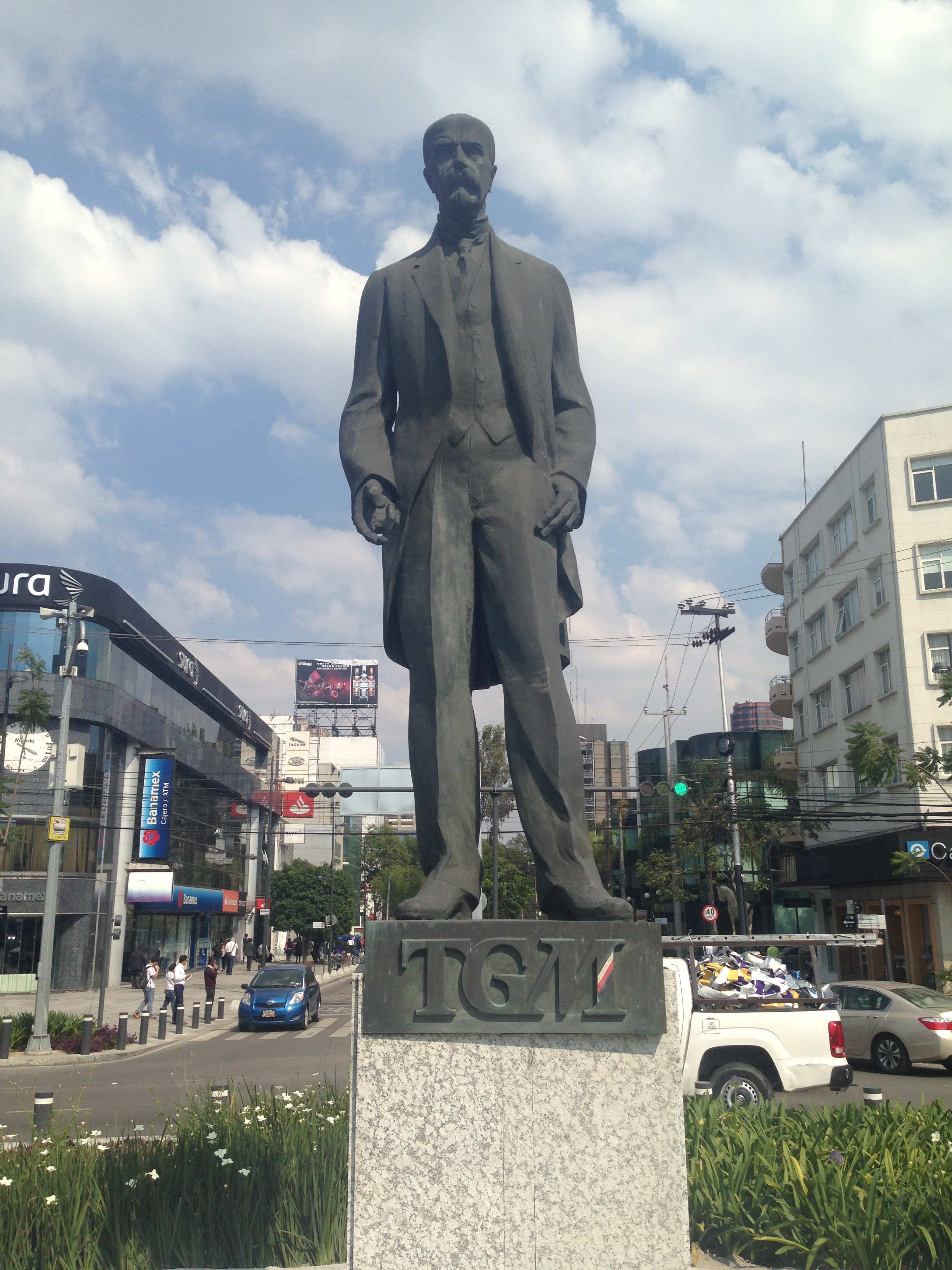
Socha Tomáše Garrigue Masaryka

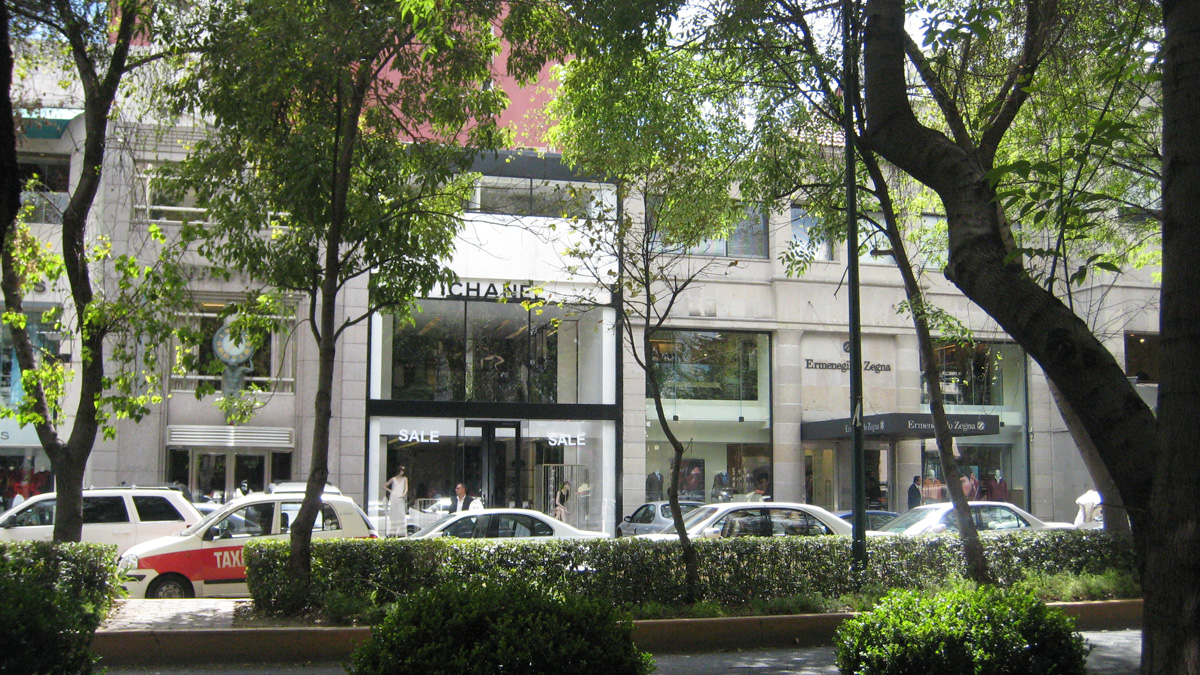
Obchodní třída Avenida Presidente Masaryk

Dne 28. října 2000 zde velvyslanectví České republiky v Mexiku odhalilo památník TGM se sochou věnovanou hlavním městem Praha. Jedná se o stejnou sochu, jaká stojí před Pražským hradem, obě byly odlity současně. Na ulici jsou dále tři pamětní desky TGM a jedna busta ve vchodu do místního obchodního centra. Socha, busta a dvě z pamětních desek byly instalovány ve stejném roce 2000 díky velvyslanectví ČR. Starší z desek na horním konci Avenidy Presidente Masaryk je na místě již řadu let.